# (1028) Lydina
(1028) Lydina – planetoida należąca do zewnętrznej części pasa głównego asteroid, okrążająca Słońce w ciągu 6 lat i 95 dni w średniej odległości 3,39 au. Została odkryta 6 listopada 1923 roku w Obserwatorium Simejiz na górze Koszka na Półwyspie Krymskim przez Władimira Albickiego. Nazwa planetoidy pochodzi od imienia żony odkrywcy – Lidii Albickiej. Przed jej nadaniem planetoida nosiła oznaczenie tymczasowe (1028) 1923 PG.